# Distretto di Haa
Haa è uno dei 20 distretti (dzongkhag) che costituiscono il Bhutan. Il distretto appartiene al dzongdey occidentale.

## Municipalità
Il distretto consta di sei gewog (raggruppamenti di villaggi):
- gewog di Bji
- gewog di Gakiling
- gewog di Katsho
- gewog di Sama
- gewog di Sangbay
- gewog di Uesu